# ألعاب مكابيه 1936

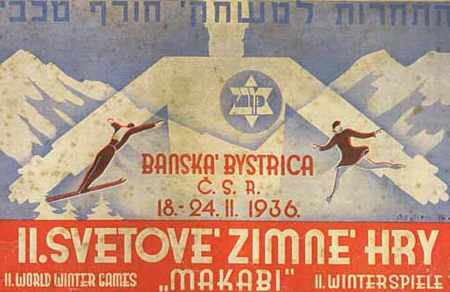
شعار ألعاب مكابيه 1936.

ألعاب مكابيه 1936 أو ألعاب مكابيه 1936 الشتوية الثانية (بالعبرية: מכביית החורף השנייה) كانت النسخة الثانية من ألعاب مكابيه الشتوية ولقد عقدت في الفترة من 18 فبراير إلى 22 عام 1936 في بانسكا بيستريتسا، (ثم تشيكوسلوفاكيا). كانت هذه الألعاب الشتوية الأخيرة التي تعقد خارج إسرائيل ، وتعتبر هذه الألعاب أصغر ألعاب شتوية في المنطقة إلى يومنا هذا.

## الدول التي شاركت
الدول التي شاركت في هذا الحدث 12 دولة نذكر بعض منها :.
| - النمسا - تشيكوسلوفاكيا | - قالب:بيانات بلد مدينة خالية من دانزيغ - بولندا |